# Art menor
|  | Per a altres significats, vegeu també Arts menors. |

En la mètrica catalana, els versos d'art menor són aquells que tenen vuit o menys síl·labes i se senyala la rima amb lletres minúscules.
Exemple:
Baixa el pendent 
5a
d'estret horitzó, 
5b
mitja carreró 
5b
i mitja torrent.
5a

Segons la quantitat de síl·labes els versos d'Art Menor reben els noms següents:
(1 síl·laba) Monosíl·lab
(2 Síl·labes) Bisíl·lab
(3 Síl·labes) Trisíl·lab
(4 Síl·labes) Tetrasíl·lab o Quadrisíl·lab
(5 Síl·labes) Pentasíl·lab
(6 Síl·labes) Hexasíl·lab
(7 Síl·labes) Heptasíl·lab
(8 Síl·labes) Octosíl·lab
(9 Síl·labes) Enneasíl·lab
Normalment el versos són d'art major; que és el contrari d'art menor.